# Сабахи, Гянджали
Гянджали Сабахи (азерб. Gəncəli Sabahi; 1906, Меренд — 1990, Тегеран) — Азербайджанский писатель, прозаик, критик, участник движения «21 Азер».
В 1937 году в ходе сталинских репрессий он был арестован и сослан в Казахстан. Вернувшись из ссылки, он отправился в Тебриз. В период Демократической Азербайджанской Республики был деканом факультета азербайджанского языка и литературы Азербайджанского государственного университета. После падения Демократической Азербайджанской Республики был арестован и сослан в Лурестан. осле возвращения из ссылки ему не разрешили жить в Тебризе.
Живя в Тегеране, он принимал участие в различных литературных собраниях и занимался в основном литературной критикой. После Исламской революции в Иране он участвовал в создании «Общества азербайджанских писателей и поэтов», а также «Азербайджанского общества» в Тегеране и основал журнал «Гюнеш».

## Жизнь

### Первые годы
Гянджали Юнис оглы Сабахи родился в 1906 году в деревне Мияб, расположенной в Мерандском районе. В 1914 году он вместе с матерью переехал к отцу, который работал на рудниках в Гедабеке. Сначала он получил религиозное образование у муллы в Гедабеке. Позже семья переехала в Шамхор. Начальное образование он получил в Шамхоре. Ещё будучи школьником, начал выступать в театральной труппе в Шамхоре. В 1924—1929 годах получил среднее образование в Гяндже. В 1929 году поступил на факультет азербайджанского языка и литературы Азербайджанского государственного университета в Баку. В университете он учился вместе с Хамидом Араслы, Гасаном Демирчизаде, Маммедом Рагимом и Ахмедом Ахмедзаде. После окончания высшего образования в 1932 году начал работать инспектором народного просвещения в Гедабеке. В сентябре 1932 года был назначен директором школы. В 1933 году его направили в Шамхор, где сначала он работал инспектором народного просвещения, а затем был назначен директором средней школы в деревне Морул.
В 1937 году, во время сталинских репрессий, он был арестован вместе с отцом. После 22 месяцев заключения, 24 октября 1938 года, он был выслан в Казахстан вместе со своей семьёй. Несмотря на то, что срок ссылки истёк в 1943 году, из-за продолжающейся Второй мировой войны они оставались в ссылке до её окончания. В январе 1946 года они были освобождены из ссылки. После этого они отправились в путь и 15 апреля 1946 года прибыли в Баку со своей семьей.

### Во времена ДРА
В 1946 году он поехал в Тебриз. В период существования Демократической Республики Азербайджанa Азербайджана он был деканом факультета азербайджанского языка и литературы Азербайджанского государственного университета, открытого в Тебризе и также работал на радио Тебризском радио.
5 декабря 1946 года шахские войска, наступавшие на Мияне, были остановлены федаинами под руководством Гулама Яхьи. Жители различных регионов Азербайджана обращались к Национальному правительству с просьбой о вооружении и борьбе против шахских войск. После этого под руководством Мир Джафар Пишевари был создан Комитет обороны. Первой задачей комитета стало объявление военного положения в Тебризе и создание добровольческих отрядов «Бабек». В первый этап в эти отряды вступило 600 человек. После этого Пишевари вновь обратился к Советскому Союзу за военной поддержкой. Однако этот запрос остался без ответа.
11 декабря 1946 года Азербайджанский провинциальный совет принял решение о том, чтобы предотвратить кровопролитие, и указал Кызылбашской Народной Армии и федаев не оказывать сопротивления войскам шаха и покинуть поле боя. С того дня, банды феодалов, а также жандармы в гражданской одежде начали совершать массовые убийства в крупных городах, еще до того, как туда вошла иранская армия. Эти группы назывались Тегеранским радио «иранскими патриотами». Их основной целью было уничтожение демократов и обеспечение входа шахских войск в города. Тебриз и другие города Азербайджана подверглись грабежам и массовым убийствам. Азербайджанское Демократическая Республика пало. 14 декабря 1946 года поддерживаемая США и Великобританией иранская армия вошла в Тебриз. После этого резня и грабежи продолжались.Тысячи людей были арестованы и сосланы. В ходе массовых убийств были убиты члены АДФ, федаины, а также известные поэты Али Фитрат, Сади Юзбанди и Мухаммедбагир Никнам.
Ганджали Сабахи также был избит и арестован 13 декабря 1946 года. Проведя несколько месяцев в заключении в Тебризе, он сначала был выслан в город Бадрабад в Лурестане, а через 4 месяца — в посёлок Гала-Музаффар.

### Последующие годы
После всеобщей амнистии, объявленной шахом в 1948 году, он был освобождён из ссылки и вернулся в Тебриз. Через некоторое время он открыл собственную фотостудию. Однако под давлением государственных органов был вынужден изменить её местоположение. После открытия новой фотостудии на улице Тарбият ему было предъявлено требование покинуть Тебриз. В результате в 1950 году он покинул Тебриз и переехал в Тегеран.
В 1950-х годах он начал публиковать свои произведения в тегеранских газетах «Башарият», «Башир-е Айанде» и в журнале «Чилингяр». Рассказ «Охотник» он написал на основе случайно услышанного им разговора с Гусейном Джавидом, а рассказ «Инсаны аздыран» — о событиях движения «21 Азер». В мемуарной повести «Отен гунлерим» (рус. Мои прошедшие дни) он рассказал о своей жизни, ссылке, участии в движении 21 Азер, а также о массовых расправах и ссылках после падения Национального правительства Азербайджана. Он написал рассказ «Шерефли олюм» (рус. Достойная смерть) о Гуламрзе Джавидане, полковнике Кызылбашской народной армии и губернаторе города Марага, который был повешен в Тебризе после падения Азербайджанского национального правительства. После переворота 1953 года в Иране он подвергался постоянным преследованиям вплоть до 1979 года. С 1961 года он участвовал в литературных собраниях «Достлар гёрюшу» (рус. Встреча друзей).
После Исламской революции в Иране он начал активно действовать. Он участвовал в создании «Общества писателей и поэтов Азербайджана» и «Азербайджанского общества» в Тегеране. Свои произведения он публиковал в журналах «Йолдаш» и «Варлыг». Он также основал тегеранский журнал «Гюнеш». Его рассказы были изданы в сборниках под названиями «Гартал» (рус. Орёл) и «Хеят фажиелери» (рус. Трагедии жизни). Хотя повесть «Хеят фажиелери» (рус. Трагедии жизни) была написана им ещё в 1950 году, опубликовать её он смог лишь в 1980 году.
6 сентября 1990 года он скончался в Тегеране и был похоронен на кладбище Бехеште Захра.

## Семья
Его отец, Юнис, участвовал в Конституционной революции. Позже, чтобы найти работу, он переехал в Северный Азербайджан. Работал на горнорудных шахтах в Дашкесане и Гедабеке. В 1937 году его арестовали. После некоторого времени, проведённого в заключении, его освободили. После выхода из тюрьмы он скончался.
Его брат, Самед Сабахи, родился в 1914 году. Он учился в Бакинской консерватории и Бакинском художественном училище. Публиковал статьи в газете «Ватан Йолунда», издававшейся в Тебризе. Во времена Национального правительства Азербайджана Самед Сабахи создал несколько театральных трупп и поставил в Тебризе многие произведения, написанные на азербайджанском языке. Среди этих произведений можно отметить пьесы «Аршин мал алан» и «Гачаг Керем». После падения Азербайджанского национального правительства иранское правительство запретило ему заниматься творческой деятельностью в течение трех лет. Позже ему разрешили работать при условии, что он покинет Азербайджан. В 1978 году он скончался в Тегеране.
В 1921 году он женился на Хабибе ханым. От этого брака у них родились сыновья Гейдар, Али, Нариман, Ариф и дочь Сона. Их сын Ариф умер, когда семья находилась в ссылке в Казахстане.